# Robert Holmes (astronomo)
| 128925 Conwell         | 6 ottobre 2004    |
| 144552 Jackiesue       | 19 marzo 2004     |
| 184011 Andypuckett     | 19 marzo 2004     |
| 185020 Pratte          | 23 agosto 2006    |
| 231486 Capefearrock    | 3 agosto 2008     |
| 242830 Richardwessling | 21 febbraio 2006  |
| 295299 Nannidiana      | 15 aprile 2008    |
| 349386 Randywright     | 30 novembre 2007  |
| 352704 Stevefleming    | 26 settembre 2008 |
| 364630 Shizuoka        | 13 ottobre 2007   |
| 548624 Ekwerike        | 15 settembre 2010 |
| 550832 Silvanacopceski | 7 luglio 2007     |

Robert Holmes, nome completo Robert E. Holmes Jr. (1956), è un astronomo amatoriale statunitense, di professione fotografo.

## Biografia
Nel 2002 ha avviato l'ARI (Astronomical Research Institute), un'organizzazione no-profit che offre agli studenti la possibilità di usufruire di ore di osservazioni da alcuni telescopi installati presso l'Osservatorio di ricerca astronomica che ha avuto sede a Charleston prima e a Westfield poi, sempre nell'Illinois.
Il Minor Planet Center gli accredita la scoperta di tredici asteroidi effettuate tra il 2004 e il 2010, in parte in collaborazione con Harlan Devore e Tomáš Vorobjov.
Ha inoltre scoperto la cometa non periodica C/2008 N1 (Holmes).
Gli è stato dedicato l'asteroide 5477 Holmes .